# Niilo Sevänen
Niilo Sevänen (19 de agosto de 1979, Turku, Finlandia) es un músico finlandés, conocido por ser el vocalista y bajista de la banda de death metal melódico Insomnium.

## Historia
Sevänen nació y creció en el pueblo costero de Turku, Finlandia antes de moverse a Joensuu. En 1994 comenzó a tomar clases de bajo eléctrico para formar su primera banda de punk rock llamada Paise. El año siguiente, la banda decide cambiar su nombre a Stonecrow, comenzando a cambiar sus estilos musicales. En 1997, Niilo abandona la banda producto de discrepancias musicales y comienza a colaborar con distintos músicos con afinidad en cuanto a proyección musical, creando así Insomnium, en donde se mantiene hasta la actualidad.

## Vida personal
Niilo realizó estudios universitarios de Historia en Cultura y Literatura. Paralelo a su carrera musical, se desempeña como director cultural en Kotka, Finlandia, donde constantemente organiza el Festival Marítimo de Kotka.

## Discografía

### Insomnium
Álbumes de estudio
- In the Halls of Awaiting (2002)
- Since the Day It All Came Down (2004)
- Above the Weeping World (2006)
- Across the Dark (2009)
- One for Sorrow (2011)
- Shadows of the Dying Sun (2014)
- Winter's Gate (2016)
- Heart Like a Grave (2019)
- Anno 1696 (2023)

Demos
- Demo 1999 (1999)
- Underneath the Moonlit Waves (2000)